# Данвуди, Хэлси
Хэ́лси Данву́ди (англ. Halsey Dunwoody; 21 марта 1881, Вашингтон, округ Колумбия, США — 2 сентября 1952, Итака, Нью-Йорк, США) — американский военный деятель, полковник Армии США, предприниматель.
Родился в Вашингтоне в семье бригадного генерала Генри Данвуди. После прохождения инженерных курсов в колледже, поступил в Военную академию в Вест-Пойнте, по окончании которой в 1905 году был зачислен на службу в Армию США. Служил в артиллерии, преподавал в Вест-Пойнте, окончил Университет Джорджа Вашингтона (1907) и Корнеллский университет (1911). Во время Первой мировой войны перевёлся в армейские Авиационные силы, служил во Франции, занимал ряд ответственных постов. За заслуги по организации снабжения был награждён медалью Армии «За выдающуюся службу», орденом Почётного легиона, орденом Короны Италии. После войны ушёл с военной службы и занялся бизнесом, в частности занимал должности генерального директора «Universal Aviation Corporation» (1928—1929) и вице-президента «American Airlines» (1929—1933), сыграв видную роль в организации маршрутов трансконтинентальных перевозок. Во время Второй мировой войны поступил на службу в армейский Транспортный корпус, где также занимался вопросами снабжения, за что был награждён медалью «За исключительную гражданскую службу». За свою карьеру принял деятельное участие в развитии американской авиации, как в военной, так и в гражданской области. Скончался в Итаке в возрасте 71 года.

## Биография

### Молодые годы
Хэлси Данвуди родился 21 марта 1881 года в Вашингтоне, округ Колумбия.
Родители: Генри Гаррисон Чейз Данвуди (1842—1933) и Клара Миллс (1851—1931). Отец был выпускником Военной академии в Вест-Пойнте (1866), дослужился до бригадного генерала Армии США. Мать была дочерью бригадного генерала Мэдисона Миллса (1810—1873), занимавшего в годы Гражданской войны пост начальника медицинской службы в штабе генерала Улисса Гранта. У Хэлси было три сестры: Эллен, Эстер, Клара (1883—1899).
Получив начальное образование в Вашингтоне, округ Колумбия, Данвуди окончил курсы инженеров в колледже, где был членом братства «Theta Delta Chi».

### Военная карьера

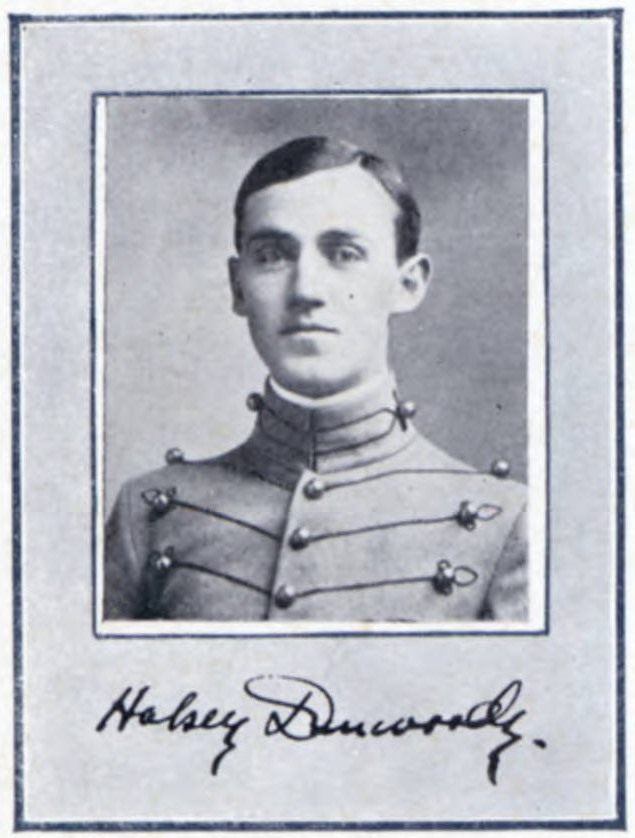
Кадет Данвуди

29 июля 1901 года в возрасте 20 лет Данвуди был зачислен кадетом в Военную академию в Вест-Пойнте. Он хорошо учился, занимался внеклассной общественной деятельностью: был членом хора, пел на воскресных церковных службах. В 1905 году Данвуди окончил академию, будучи 25-м по успеваемости в своём классе.
По окончании академии 13 июня 1905 года в звании второго лейтенанта Данвуди был зачислен на военную службу в Армии США. Он был командирован в распоряжение Отделения полевой артиллерии, но в том же году переведён в Корпус береговой артиллерии. Данвуди служил в 118-й и 41-й ротах гарнизона форта Монро, штат Виргиния, где отвечал за 12-дюймовые мортиры береговой обороны и подводные мины. 25 января 1907 года он был повышен в звании до первого лейтенанта. В мае — августе того же года Данвуди был протоколистом и членом Совета береговой артиллерии.
В 1907 году Данвуди окончил Университет Джорджа Вашингтона в Вашингтоне, округ Колумбия, со степенью бакалавра наук. Затем он поступил на службу в Вест-Пойнт, где получил должность преподавателя на факультете естественной и экспериментальной философии (1907—1912). В 1910 году Данвуди стал ассистентом преподавателя факультета тактики. 14 декабря того же года он был назначен командиром роты гарнизона форта Уинфилд Скотт, штат Калифорния. В 1911 году Данвуди окончил Корнеллский университет в Итаке, штат Нью-Йорк, со степенью магистра наук.
25 мая 1915 года Данвуди был повышен в звании до капитана. В том же году он вернулся в Вест-Пойнт, где стал ассистентом профессора, а затем и директором факультета философий. Также Данвуди был исполняющим обязанности профессора факультета механической инженерии. Проведя работу по изучению аналогичных курсов в ведущих технологических школах страны, он полностью переписал учебную программу своего факультета, которая в июне 1917 года была одобрена Академическим советом Вест-Пойнта.
5 августа 1917 года Данвуди был повышен в звании до майора и в тот же день временно — до подполковника. В октябре того же года по собственному желанию он был освобождён от всех должностей в Вест-Пойнте и ушёл на службу в Авиационное отделение Сигнального корпуса, вскоре преобразованное в отдельные Авиационные силы Армии США. Войдя в состав Американских экспедиционных сил, в ноябре он прибыл в штаб-квартиру сил в Париже (Франция), где был назначен на должность начальника инженерного отдела. Затем Данвуди последовательно занимал посты начальника технического отдела, отдела снабжения, ассистента начальника Авиационных сил, служив под командованием генерал-майоров Бенджамина Фулуа, Уильяма Митчелла и Мейсона Патрика. Он оказывал всяческую поддержку Роберту Годдарду, разглядев будущий потенциал в развитых им идеях ракетостроения.
14 августа 1918 года Данвуди был временно повышен в звании до полковника. Во время Первой мировой войны он был ответственным за поставки, производство, транспортировку, распределение и обслуживание авиационной техники, а также за развитие отношений с союзниками по всем деловым вопросам, связанным с Авиационными силами. В этом качестве Данвуди руководил сооружением авиабазы Орли под Парижем, в дальнейшем преобразованной в международный аэропорт. Также он был представителем США в межсоюзной авиационной комиссии. После ноябрьского перемирия 1918 года в качестве представителя от авиации Данвуди был назначен членом ликвидационной комиссии Дауэса, расплатившейся за все авиационные контракты и обязательства США перед Великобританией, Францией и Италией на сумму около 200 миллионов долларов США. В 1919 году Данвуди как представитель от армии по рекомендации военного секретаря был назначен президентом в члены комиссии Кроуэлла. По итогам посещения иностранных государств и изучения послевоенного развития оборонной промышленности комиссия предложила рекомендации по изменению национальной оборонной политики, включившей в себя унификацию вооружённых сил, которая была претворена в жизнь только лишь спустя 28 лет.
1 сентября 1919 года Данвуди подал в отставку с военной службы. В тот же день за заслуги в годы Первой мировой войны по решению ассистента военного секретаря он был награждён медалью Армии «За выдающуюся службу» со следующей формулировкой:

За исключительно похвальную и выдающуюся службу. Будучи начальником отдела снабжения и ассистентом начальника Авиационных сил, благодаря своей энергичности, тактичности и исполнительным способностям, он создал эффективную службу поставок, выполнившую программу по материалам, самолётам, двигателям и оборудованию. Он установил и поддерживал прекрасные отношения с союзными военными властями. Его служба отличалась исключительными административными способностями, исчерпывающей работой и всеобъемлющей преданностью своим важным задачам.
Оригинальный текст (англ.)For exceptionally meritorious and distinguished services. As chief of supply and assistant chief of Air Service, by his energy, tact, and executive ability, he built up an efficient supply service, capable of meeting the program for material, airplanes, motors and equipment. He established and maintained excellent relations with the allied military authorities. His service was marked by exceptional administrative ability, comprehensive service and whole-hearted devotion to his important tasks.

Данвуди получил также специальную благодарность от генерала Першинга, подписанную им лично в Париже. Помимо этого, он был награждён французским орденом Почётного легиона степени офицера, который ему вручил военный губернатор Парижа генерал Пьер Бердула 8 июня 1919 года на церемонии на плацу Дома инвалидов. Также Данвуди был удостоен ордена Короны Италии степени командора.

### В отставке
После войны Данвуди занялся бизнесом и в течение последующих восьми лет жил в Париже. Он стал вице-президентом нью-йоркской компании «Finance and Trading Corporation», а также управляющим её европейского отделения (1919—1926). Затем Данвуди вернулся в США и поступил на работу в «Gardner Motor Corporation» в Сент-Луисе, штат Миссури, где был ассистентом президента и генеральным менеджером по продажам (1926—1928).
В 1928 году Данвуди стал одним из сооснователей «Universal Aviation Corporation», где занял должность исполнительного вице-президента, а затем стал и генеральным директором компании (1928—1929). На данном посту он занимался управлением «Universal Aviation Corporation» и её семнадцатью дочерними фирмами, пока все они не были объединены в одну компанию, названную «American Airlines». В 1929—1933 годах Данвуди занимал должность вице-президента «American Airlines», где был ответственным за трансконтинентальные операции. Именно он запустил первую в США трансконтинентальную линию «поезд-самолёт-поезд», первый рейс по которой состоялся 15 июня 1929 года. Помимо этого, Данвуди активно писал статьи о развитии американской авиации, публиковался в журнале «The Rotarian». Позже он был президентом «Rhodes, Perry Martin Corporation» (1933—1937) и главным менеджером по продажам в отделе импорта «National Distillers Corporation» (1937—1940), а также вице-президентом и генеральным директором «Bandbox Corporation» в Сент-Луисе.
Во время Второй мировой войны в 1942 году Данвуди ушёл с оплачиваемой гражданской должности, став консультантом в только что организованном Транспортном корпусе. Впоследствии он находился на большом количестве ответственных должностей, в том числе занимал посты заместителя начальника отдела снабжения, начальника отдела планирования, начальника отдела индустриальной демобилизации, начальника отдела послевоенного планирования, начальника отдела перерегистрации контрактов, начальника отдела промышленной мобилизации. За свою работу в Корпусе и за заслуги в годы Второй мировой войны Данвуди был награждён медалью «За исключительную гражданскую службу» со следующей формулировкой:

В знак признания его выдающихся достижений в руководстве и координации повторного развёртывания всех подразделений и полевых отделений Транспортного корпуса. Его инициативность и обоснованные суждения при разработке и претворении в жизнь повторного развёртывания и демобилизации привели к минимальному ущербу для нормального развития нации.
Оригинальный текст (англ.)In recognition of his outstanding achievements in directing and coordinating re-deployment for all Divisions and Field Installations of the Transportation Corps. His initiative and sound judgment in drafting and putting into effect re-deployment and demobilizations resulting in the least possible disruption of the Nation’s normal traffic.

Случай Данвуди оказался исключительным, так как он оказался одновременно обладателем военной награды за Первую мировую войну и гражданской — за Вторую.
До конца жизни Данвуди находился на службе в Корпусе: последним местом его работы стал пост ассистента контролёра. Данвуди принимал активное участие во встречах выпускников Вест-Пойнта. В последние годы он жил в доме в Шелдрейк-Спрингс у озера Кейюга в Овиде, около Итаки, штат Нью-Йорк, в котором каждое лето собирал свою многочисленную семью.
Хэлси Данвуди скончался 2 сентября 1952 года в возрасте 71 года от тяжёлой болезни в Мемориальном госпитале округа Томпкинс в Итаке, штат Нью-Йорк. 5 сентября, после прощания в Шелдрейкской часовне, был похоронен на местном кладбище рядом с матерью и отцом. От родного класса Вест-Пойнта были присланы цветочные венки.

## Личная жизнь
В 1905 году Хэлси Данвуди женился на Кэтлин Грэм в церкви Нашего Отца в Вашингтоне, венчание проводил капеллан Палаты представителей США Генри Куден. Впоследствии он женился во второй раз — на Дорис Слэтор, которую встретил во время жизни в Париже. У Данвуди было трое детей: сын Гарольд, две дочери Дорин и Элизабет.
Сын Гарольд Хэлси (1919—2015), выпускник Вест-Пойнта (1943), бригадный генерал, участник Второй мировой, Корейской и Вьетнамской войн, кавалер креста «За выдающиеся заслуги». Внучка Энн Элизабет (р. 1953) — генерал, первая женщина в военной истории США, достигшая четырёхзвёздного генеральского звания.